# Pierre Sanfourche-Laporte
Pierre Sanfourche-Laporte, född 24 mars 1774 i Sarlat, död 30 juni 1856 i Belleville, var en belgisk-fransk advokat och författare.

## Biografi
Pierre Sanfourche-Laporte publicerade Le Nouveau Valin, därav kommentarerna till René-Josué Valins förordning från 1681. År 1822 i Bryssel under Vilhelm I regeringstid grundade han den juridiska månadsskriften Annales de la jurisprudence Belge. Från 1832 till 1852 arbetade han som advokat vid Kassationsdomstolen i Bryssel under Leopold I. Tillsammans med Auguste van Dievoet och Auguste Orts var han bland de främsta kassationsadvokaterna i sin tid. Sanfourche-Laporte var ordförande för advokatsamfundet från 1836 till 1852.